# Zapadnopaharski jezici
Zapadnopaharski jezici (), jedna od četiri podskupine indoarijskih jezika sjeverne zone, ostale tri su garhwali (1, jezik garhwali), istočnopaharski (3) i centralnopaharska s jezikom kumaoni ili kumauni [kfy]. Rašireni su na području Indije
Predstavnici su:
- Bhadrawahi [bhd] (Indija), 53.000 (2002).
- Bhattiyali [bht] (Indija), 102.000 (1991 popis).
- Bilaspuri [kfs] (Indija), 295.000 (1991 popis).
- Chambeali [cdh] (Indija), 130.000 (1991 popis).
- Churahi [cdj] (Indija), 111.000 (1991 popis).
- Dogri [dgo] (Indija), 2.110.000 (1997).
- Gaddi [gbk] (Indija), 110.000 (2007).
- Harijan Kinnauri [kjo] (Indija), 6.330 (1998).
- Hinduri [hii] (Indija), 29.700 (2001 popis).
- Jaunsari [jns] (Indija), 100.000 (2001).
- Kangri [xnr] (Indija), 1.700.000 (1996).
- Kullu Pahari [kfx] (Indija), 109.000 (1997).
- Mahasu Pahari [bfz] (Indija), 1.000.000 (2002).
- Mandeali [mjl] (Indija), 900.000 (1991 popis).
- Pahari-Potwari [phr] (Pakistan), 49.400 (2000).
- Pangwali [pgg] (Indija), 17.000 (1997).
- Sirmauri [srx] (Indija), 400.000 (2005 SIL).

## Vanjske poveznice
- Ethnologue (14th)
- Ethnologue (15th)